# Sweet Impact
Sweet Impact – dwudziesty drugi japoński singel BoA'y Kwon. Został nagrany w 2007 roku i wydany 25 kwietnia. W Japonii sprzedano 42 789 kopii, a w Korei Południowej 5000.

## Lista utworów

### CD (wersja pierwsza)
1. Sweet Impact (05:02)
2. Bad Drive (03:31)
3. SO REAL (ArmySlick's scratch build vocal) (04:39)
4. Sweet Impact (TV MIX) (05:01)
5. Bad Drive (TV MIX) (03:27)

### CD (wersja druga)
1. Sweet Impact (05:02)
2. Bad Drive (03:31)
3. Sweet Impact (TV MIX) (05:01)
4. Bad Drive (TV MIX) (03:27)

### DVD
1. Sweet Impact (teledysk)